# Myrcianthes leucoxyla
Myrcianthes leucoxyla är en myrtenväxtart som först beskrevs av Casimiro Gómez de Ortega, och fick sitt nu gällande namn av Mcvaugh. Myrcianthes leucoxyla ingår i släktet Myrcianthes och familjen myrtenväxter. Inga underarter finns listade i Catalogue of Life.

## Bildgalleri

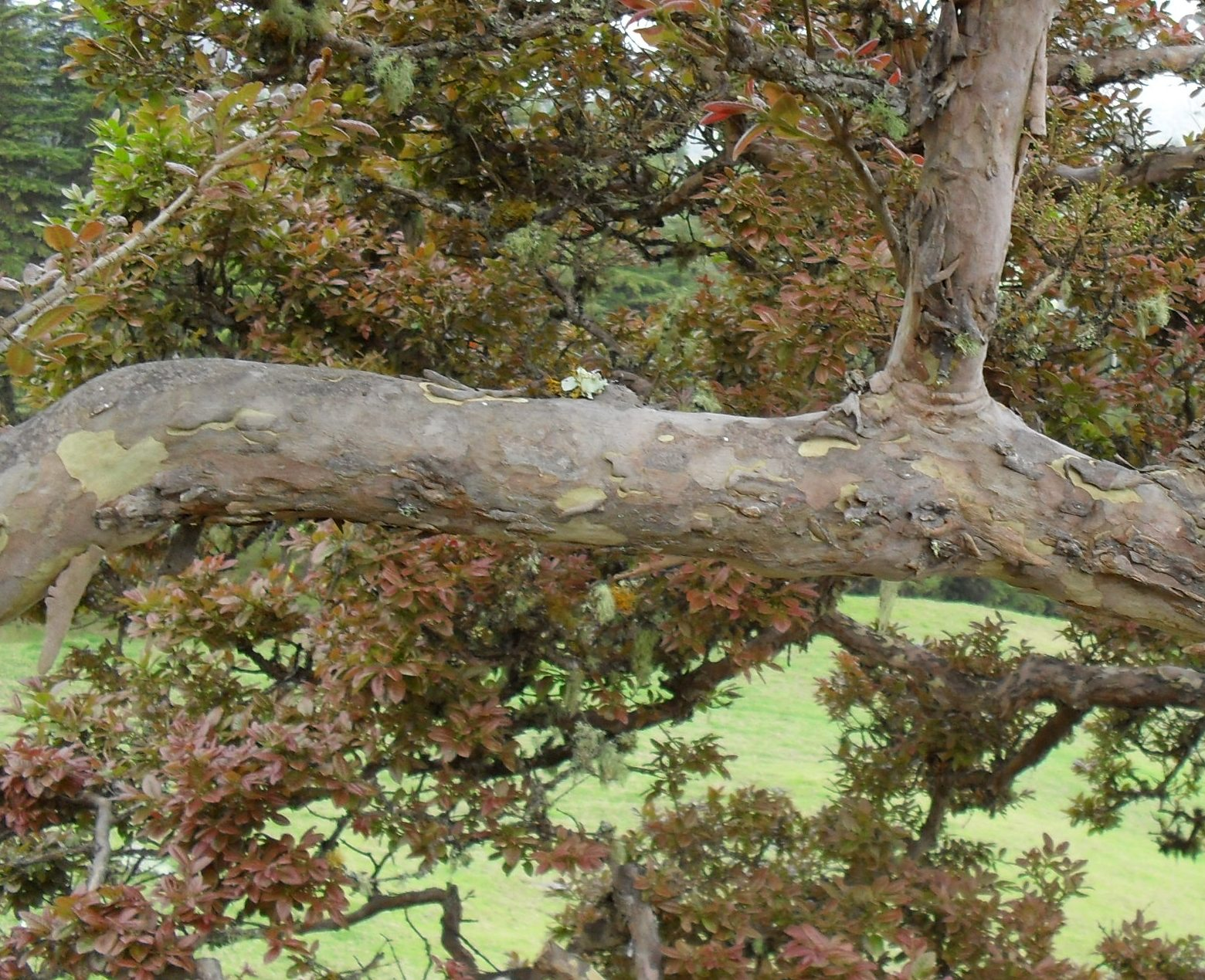
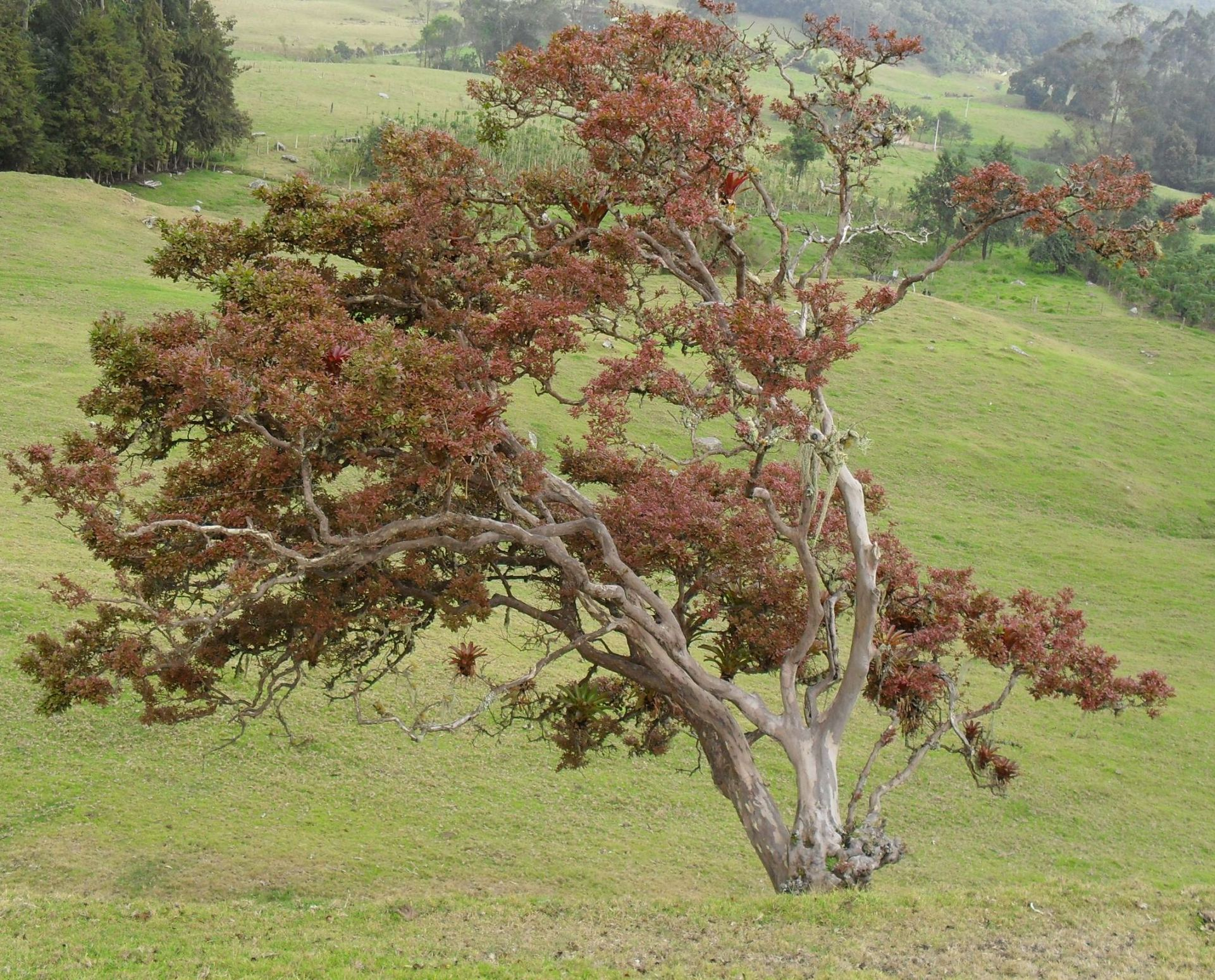